# Grænsestater (amerikanske borgerkrig)
I forbindelse med den amerikanske borgerkrig bruges begrebet grænsestater om stater hvor slaveri var tilladt, men som forblev i Unionen.
Ved krigens udbrud i april 1861 drejede det sig om Delaware, Kentucky, Maryland og Missouri, som havde grænse til en stat hvor slaveri var forbudt og tilhørte Unionen. Bortset fra Delaware grænsede de samtidig op til en stat, som havde sluttet sig til Sydstaterne – Amerikas Konfødererede Stater. I Kentucky og Missouri var der både en regering, som støttede unionen og en som støttede konføderationen. West Virginia blev grundlagt i 1862-63 af de nordvestlige dele af Virginia, som var forblevet loyale overfor Union og havde etableret en loyal regering af Virginia. Selv om alle slavestater (bortset fra South Carolina) bidrog med nogle hvide soldater til Unionen såvel som til Konføderationen, var splittelsen mest alvorlig i disse grænsestater, hvor mænd fra samme familie ofte kæmpede på hver sin side. I det indianske område, som i dag udgør staten Oklahoma, ejede de fleste indianske stammer sorte slaver, og sluttede sig til konføderationen. Nogle stammer støttede imidlertid Unionen, og det kom til en blodig borgerkrig i området.
Med geografiske, sociale, politiske og økonomiske forbindelser til såvel nord som syd var grænsestaterne af stor betydning for krigens udfald, og de danner fortsat kulturelle grænser, som skiller nord og syd. Genforeningspolitikken (Reconstruction), som blev fastlagt af Kongressen, omfattede ikke grænsestaterne, da de aldrig havde forladt unionen. De gennemgik deres egen tilpasningsperiode, som i et vist omfang mindede om den som de genforenede sydstater gennemgik. Efter 1880 indførte de fleste af dem Jim Crow-systemet ved raceadskillelse og 2. klasses borgerskab for sorte, selv om disse fortsat havde stemmeret.
Abraham Lincolns emancipationserklæring vedrørte ikke grænsestaterne. Missouri, Maryland og West Virginia afskaffede slaveriet under krigen. I Kentucky og Delaware blev de ca. 40.000 tilbageværende slaver givet fri med ratificeringen af den 13. forfatningstilføjelse i december 1865.

## Fodnoter
1. ↑  History of the 1st Alabama Cavalry, USV
2. ↑  "World History Blog: Pro-Union Southerners". Arkiveret fra originalen 9. juli 2011. Hentet 15. oktober 2010.
3. ↑  Encyclopedia of Southern Culture, by Mary L. Hart, Charles Reagan Wilson, William Ferris and Ann J. Adadie, Univ. of N. Carolina Press, 1989. ISBN 0-8078-1823-2

## Eksterne kilder
- Mr. Lincoln and Freedom: Border States Arkiveret 2. juli 2010 hos  Wayback Machine